# Néstor García
Pour les articles homonymes, voir García.
Néstor García, né le 11 janvier 1965, à Bahía Blanca, en Argentine, est un entraîneur  argentin de basket-ball.

## Biographie
En septembre 2021, García est nommé entraîneur de l'équipe nationale argentine. Il succède à Sergio Hernández.

## Palmarès
- Champion des Amériques 2015
- Champion d'Amérique du Sud 2012, 2014, 2016
- Champion d'Argentine 1994
- Coupe d'Amérique du Sud des clubs champions 2008
- Champion d'Uruguay 2009
- Champion du Venezuela 2006, 2011
- FIBA Americas League 2016